# الربوع (حبيش)

تعديل مصدري - تعديل

الربوع محلة تابعة لقرية السهلة، التابعة لعزلة بني الضاحتين بمديرية حبيش إحدى مديريات محافظة إب في الجمهورية اليمنية، بلغ تعداد سكانها 179 حسب تعداد اليمن لعام 2004.